# Jillian Camarena-Williams
Jillian Mary »Jill« Camarena-Williams, ameriška atletinja, * 2. marec 1982, Vallejo, Kalifornija, ZDA.
Nastopila je na poletnih olimpijskih igrah v letih 2008 in 2012, dosegla je dvanajsto in petnajsto mesto v suvanju krogle. Na svetovnih prvenstvih je osvojila bronasto medaljo v isti disciplini leta 2011, na panameriških igrah pa srebrno medaljo leta 2015. 